# Elli Hatschek

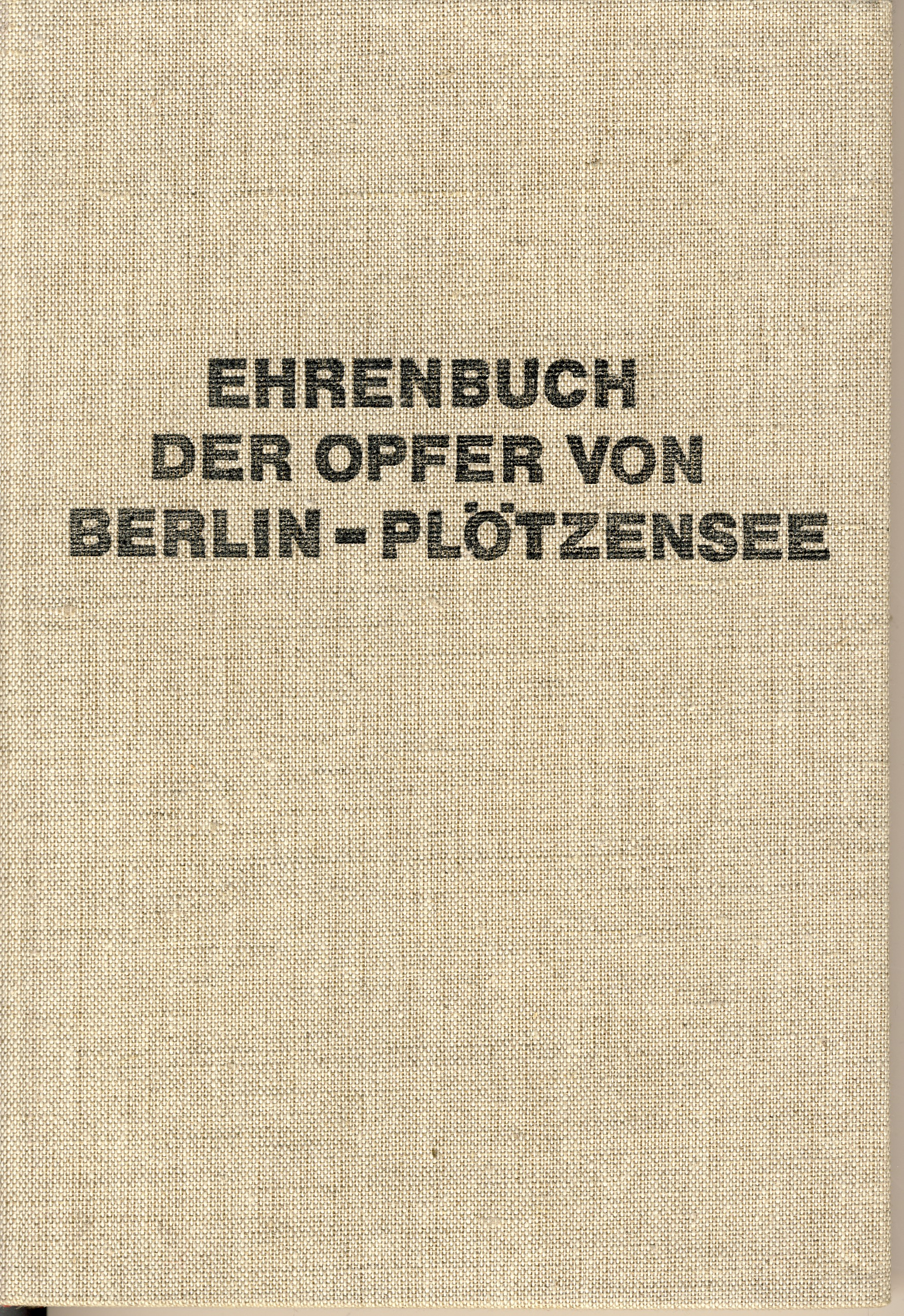
Ehrenbuch der VVN von 1974, in dem Elli Hatschek verzeichnet ist

Elli Hatschek, geborene Lotz (* 2. Juli 1901 in Wetzlar; † 8. Dezember 1944 in Berlin-Plötzensee) war eine deutsche Widerstandskämpferin gegen den Nationalsozialismus und NS-Opfer.

## Leben
Elli Lotz war die zweite Ehefrau des promovierten Ingenieurs für Optik- und Filmtechnik Paul Hatschek und lebte mit ihm in Berlin. Hatschek war vom militärischen Auslandsgeheimdienst GRU der Sowjetunion angeworben worden und versuchte aufgrund seiner Verbindungen zur Widerstandsgruppe „Europäische Union“ der UdSSR wichtige Informationen zu liefern, um dem überfallenen Land zu helfen und die Diktatur der NSDAP zu beenden. Ehefrau Elli war in seine Tätigkeit eingeweiht und unterstützte ihn dabei. Weil diese Tätigkeit den NS-Behörden nicht verborgen blieb, wurden die Eheleute im September 1943 verhaftet und später vor dem Volksgerichtshof angeklagt. Während Paul Hatschek zusammen mit seiner Tochter Krista Lavíčková geborene Hatschek zum Tode verurteilt und im Mai 1944 in Brandenburg-Görden hingerichtet wurden, verurteilte das Gericht Elli Hatschek wegen ihrer Verbindung zur „Europäischen Union“ und wegen „Wehrkraftzersetzung“ erst im November zum Tode. Sie wurde am 8. Dezember 1944 in Berlin-Plötzensee hingerichtet.
Ihr Name ist im „Ehrenbuch der Opfer von Berlin-Plötzensee“ verzeichnet.